# مهرداد آفرید
مهرداد آفرید استادتمام و پژوهشگر دانشگاه علوم پزشکی شیراز و رئیس پیشین دانشگاه علوم پزشکی فسا و متخصص چشم و فلوشیپ ویتره و رتین(فلوشیپ فوق تخصصی شبکیه) است.

## زندگی‌نامه
مهرداد آفرید در خانواده فرهنگی به دنیا آمد و تحصیلات مقدماتی خود را در شیراز به اتمام رساند. دیپلم خود را از دبیرستان نمونه توحید دریافت و دوران پزشکی عمومی و تخصص چشم‌پزشکی و فلوشیپ فوق تخصص شبکیه را در دانشگاه علوم پزشکی شیراز به پایان رساند. در دوران تحصیل در مرحله اول المپیاد شیمی (سومین دوره سال ۱۳۷۲) دانش آموز برگزیده کشوری بود و در بین فارغ التحصیلان ورودی ۱۳۷۳ رشته پزشکی در سال تحصیلی ۱۳۸۱ رتبه اول را احراز نمود و پس از کسب برد تخصصی رشته چشم‌پزشکی، فلوشیپ خود را در رشته فوق تخصصی شبکیه (ویتره و رتین) از دانشگاه علوم پزشکی شیراز اخذ نمود. و مدتی نیز به عنوان مسئول دانشگاه علوم پزشکی فسا و رئیس مرکز تحقیقات چشم‌پزشکی دانشگاه علوم پزشکی شیراز فعالیت نمود. در حال حاضر به عنوان استاد تمام دانشگاه علوم پزشکی شیراز در حال تدریس به دانشجویان پزشکی این دانشگاه می‌باشد و همچنین در مطب شخصی نیز به خدمات رسانی به بیماران مشغول است. 

## ریاست دانشگاه علوم پزشکی فسا
در زمان تصدی آفرید بر دانشکده فسا این دانشکده با تلاش و پیگیری وی به دانشگاه ارتقاء یافت و در پی آن با اضافه شدن پنج رشته جدید به سه رشته پیشین تعداد رشته‌ها به هشت رشته افزایش یافت و به دانشکده‌های پزشکی، پرستاری - مامایی و آموزشکده پیراپزشکی تقسیم شد در نتیجه آن ظرفیت آموزشی دانشکده که اکنون دانشگاه است دو برابر افزایش یافت و فضای فیزیکی آموزشی و فضای اصلی دانشگاه علوم پزشکی فسا به حدود ۱۱ هزار مترمربع مساحت گسترش یافت همچنین بیمارستان ۲۲۰ تختخوابی آموزشی و درمانی فسا نیز در طرح توسعه دانشگاه که بخشی از نیازهای آموزش علوم پزشکی دانشگاه را مرتفع می‌کرد به بهره‌برداری رسید.

## جراحی پیوند شبکیه مصنوعی
آفرید در تیم اولین عمل جراحی پیوند شبکیه مصنوعی چشم در شیراز متشکل از شش عضو هیئت علمی حضور داشت و این پیوند برای اولین بار در ایران انجام شد و نتیجه رضایت بخشی به دست آورد. نخستین بار در جهان دو عمل جراحی در این زمینه، توسط یک تیم در یک روز انجام شد که در این جراحی سنسوری در روی شبکیه نصب شد که توسط دوربینی در کنار چشم بیمار اطلاعات دوربین به سنسور ارسال و بیمار که پیشتر فاقد هرگونه درک نور و بینایی بوده می‌تواند تا حدودی که کارهای روزمره را شخصاً انجام دهد دارای بینایی می‌شود.

## مقالات علمی
آفرید با تحقیق و پژوهش علمی در زمینه چشم مقالاتی در سطح جهانی منتشر نموده که اکنون در بعضی مقالات به عنوان رفرنس مورد استفاده قرار گرفته است.

### تعدادی از مهم‌ترین مقالات
- In Vitro Evaluation of Apoptosis, Inflammation, Angiogenesis, and Neuroprotection Gene Expression in Retinal Pigmented Epithelial Cell Treated with Interferon α-2b[۱۳]
- Neuroprotective and restorative effects of the brain-derived neurotrophic factor in retinal diseases[۱۴]
- Evaluation of the effect of topical interferon α2b as a complementary treatment of macular edema of patients with diabetic retinopathy: a double-blind placebo-controlled …[۱۵]
- Recent achievements in nano-based technologies for ocular disease diagnosis and treatment, review and update[۱۶]
- Diabetic retinopathy and BDNF: a review on its molecular basis and clinical applications[۱۷]

## کتاب
از مهرداد آفرید کتاب تظاهرات چشمی بیماری‌های روماتیسمی = Ocular manifestations of rheumatologic disorders در ۱۳۹۴ با شابک ۹۷۸۶۰۰۶۸۸۴۲۷۱ منتشر شده است.